# Lupettiana levii
Lupettiana levii là một loài nhện trong họ Anyphaenidae.
Loài này thuộc chi Lupettiana. Lupettiana levii được Antonio D. Brescovit miêu tả năm 1999.